# 関税局
関税局（かんぜいきょく、英: Customs and Tariff Bureau）は、日本の中央省庁の一つである財務省の内部部局の一つ。
関税政策の企画・立案を主な業務としている。また、執行機関たる税関の本部機能も有する。

## 組織
- 総務課
  - 事務管理室
    - 電算システム専門官（2）

  - システム協力専門官
- 管理課 
  - 税関考査管理室
    - 税関考査官（8以内）
- 関税課
  - 特殊関税調査室
  - 税関調査室
  - 経済連携室
  - 原産地規則専門官
  - 国際協力専門官
- 監視課
  - 監視取締調整官
  - 保税調査官
- 業務課
  - 知的財産調査室
  - 関税分類調査官
  - 関税評価専門官
  - 認定事業者調整官
- 調査課
  - 情報調査専門官

## 沿革
- 1877年（明治10年）1月 - 関税局設置[1]。
- 1884年（明治16年）5月 - 廃止[1]。
- 1886年（明治18年）2月 - 再設置[1][2]。
- 1891年（明治24年）7月 - 廃止[1][2]。
- 1909年（明治42年）10月 - 再設置[1][2]。
- 1913年（大正2年）6月 - 廃止[1][2]。
- 1961年（昭和36年）11月 - 再設置[2]。

## 歴代関税局長
| 氏名         | 在任期間                                               | 前職                                            | 後職 |
| ------------ | ------------------------------------------------------ | ----------------------------------------------- | --- |
| 稲益繁       | 1961年（昭和36年）11月1日 - 1962年（昭和37年）5月16日  | 主税局税関部長                                  | 理財局長 |
| （石原周夫） | 1962年（昭和37年）5月16日 - 1962年（昭和37年）7月24日  | （大蔵事務次官が関税局長事務取扱兼務）          | （大蔵事務次官が関税局長事務取扱兼務） |
| 稲田耕作     | 1962年（昭和37年）7月24日 - 1963年（昭和38年）4月22日  | 外務省在連合王国日本国大使館公使                | 退官 |
| 佐々木庸一   | 1963年（昭和38年）4月22日 - 1966年（昭和41年）2月1日   | 銀行局検査部長                                  | 退官 |
| 谷川宏       | 1966年（昭和41年）2月1日 - 1967年（昭和42年）8月4日    | 東京国税局長                                    | 退官 |
| 武藤謙二郎   | 1967年（昭和42年）8月4日 - 1969年（昭和44年）8月6日    | 主計局次長                                      | 退官 |
| 上林英男     | 1969年（昭和44年）8月6日 - 1970年（昭和45年）6月16日   | 大臣官房審議官                                  | 退官 |
| 谷川寛三     | 1970年（昭和45年）6月16日 - 1971年（昭和46年）10月1日  | 東京国税局長                                    | 退官 |
| 赤羽桂       | 1971年（昭和46年）10月1日 - 1972年（昭和47年）11月3日  | 理財局次長                                      | 死亡 |
| （秋吉良雄） | 1972年（昭和47年）11月3日 - 1972年（昭和47年）11月14日 | （大臣官房審議官が関税局長心得兼務）            | （大臣官房審議官が関税局長心得兼務） |
| 大蔵公雄     | 1972年（昭和47年）11月14日 - 1974年（昭和49年）6月26日 | 理財局次長                                      | 退官 |
| 吉田冨士雄   | 1974年（昭和49年）6月26日 - 1975年（昭和50年）7月8日   | 国税庁次長                                      | 退官 |
| 後藤達太     | 1975年（昭和50年）7月8日 - 1976年（昭和51年）6月11日   | 大臣官房審議官                                  | 銀行局長 |
| 旦弘昌       | 1976年（昭和51年）6月11日 - 1977年（昭和52年）6月10日  | 国際金融局次長                                  | 国際金融局長 |
| 戸塚岩夫     | 1977年（昭和52年）6月10日 - 1978年（昭和53年）6月17日  | 理財局次長                                      | 退官 |
| 副島有年     | 1978年（昭和53年）6月17日 - 1979年（昭和54年）7月10日  | 理財局次長                                      | 外務省 在アメリカ合衆国日本国大使館公使 |
| 米山武政     | 1979年（昭和54年）7月10日 - 1980年（昭和55年）6月17日  | 国税庁次長                                      | 退官 |
| 清水汪       | 1980年（昭和55年）6月17日 - 1981年（昭和56年）6月26日  | 内閣官房内閣審議室長                            | 大臣官房付 →7月10日環境庁企画調整局長 |
| 垣水孝一     | 1981年（昭和56年）6月26日 - 1982年（昭和57年）6月1日   | 印刷局長                                        | 退官 |
| 松尾直良     | 1982年（昭和57年）6月1日 - 1983年（昭和58年）6月23日   | 造幣局長                                        | 退官 |
| 垂水公正     | 1983年（昭和58年）6月23日 - 1984年（昭和59年）6月27日  | 外務省在アメリカ合衆国日本国大使館 特命全権公使 | 退官 |
| 矢澤富太郎   | 1984年（昭和59年）6月27日 - 1985年（昭和60年）7月1日   | 東京国税局長                                    | 退官 |
| 佐藤光夫     | 1985年（昭和60年）7月1日 - 1986年（昭和61年）6月10日   | 大臣官房付                                      | 退官 |
| 大橋宗夫     | 1986年（昭和61年）6月10日 - 1987年（昭和62年）6月23日  | 大臣官房付・ 日本銀行政策委員会大蔵省代表委員   | 退官 |
| 大山綱明     | 1987年（昭和62年）6月23日 - 1988年（昭和63年）6月24日  | 大臣官房審議官                                  | 退官 |
| 長富祐一郎   | 1988年（昭和63年）6月24日 - 1989年（平成元年）6月23日  | 大臣官房付・ 日本銀行政策委員会大蔵省代表委員   | 会計センター所長 兼財政金融研究所長 |
| 瀧島義光     | 1989年（平成元年）6月23日 - 1990年（平成2年）7月2日    | 大臣官房審議官                                  | 退官 |
| 伊藤博行     | 1990年（平成2年）7月2日 - 1991年（平成3年）6月11日     | 大臣官房付・ 日本銀行政策委員会大蔵省代表委員   | 大臣官房付 →6月14日内閣官房内閣内政審議室長 |
| 吉田道弘     | 1991年（平成3年）6月11日 - 1992年（平成4年）6月26日    | 大臣官房付・ 日本銀行政策委員会大蔵省代表委員   | 退官 |
| 米澤潤一     | 1992年（平成4年）6月26日 - 1993年（平成5年）6月25日    | 理財局次長                                      | 退官 |
| 高橋厚男     | 1993年（平成5年）6月25日 - 1994年（平成6年）7月1日     | 大臣官房審議官 兼銀行局金融先物取引所監理官     | 退官 |
| 鏡味徳房     | 1994年（平成6年）7月1日 - 1995年（平成7年）6月26日     | 東京国税局長                                    | 退官 |
| 久保田勇夫   | 1995年（平成7年）6月26日 - 1997年（平成9年）7月8日     | 国際金融局次長 →6月20日大臣官房付               | 国土庁長官官房長 |
| （太田省三） | 1997年（平成9年）7月8日 - 1997年（平成9年）7月15日     | （大臣官房審議官が関税局長心得兼務）            | （大臣官房審議官が関税局長心得兼務） |
| 斎藤徹郎     | 1997年（平成9年）7月15日 - 1998年（平成10年）6月30日   | 東京国税局長                                    | 北海道開発庁総務監理官 |
| （宝賀寿男） | 1998年（平成10年）6月30日 - 1998年（平成10年）7月1日   | （大臣官房審議官が関税局長心得兼務）            | （大臣官房審議官が関税局長心得兼務） |
| 渡辺裕泰     | 1998年（平成10年）7月1日 - 2000年（平成12年）6月30日   | 東京国税局長                                    | 会計センター所長 兼財政金融研究所長 |
| 寺澤辰麿     | 2000年（平成12年）6月30日 - 2001年（平成13年）7月10日  | 主計局次長                                      | 理財局長 |
| 田村義雄     | 2001年（平成13年）7月10日 - 2003年（平成15年）7月1日   | 大臣官房総括審議官                              | 環境省大臣官房長 |
| （藤原啓司） | 2003年（平成15年）7月1日 - 2003年（平成15年）7月8日    | （大臣官房審議官が関税局長心得兼務）            | （大臣官房審議官が関税局長心得兼務） |
| 木村幸俊     | 2003年（平成15年）7月8日 - 2005年（平成17年）7月13日   | 東京国税局長                                    | 国税庁長官 |
| （青山幸恭） | 2005年（平成17年）7月13日 - 2005年（平成17年）8月15日  | （大臣官房審議官が関税局長心得兼務）            | （大臣官房審議官が関税局長心得兼務） |
| 竹内洋       | 2005年（平成17年）8月15日 - 2006年（平成18年）7月28日  | 大臣官房付 内閣官房郵政民営化準備室審議官       | 退官 オールニッポン・アセットマネジメント社長 |
| 青山幸恭     | 2006年（平成18年）7月28日 - 2008年（平成20年）7月10日  | 大臣官房審議官                                  | 退官 綜合警備保障社長 |
| 藤岡博       | 2008年（平成20年）7月10日 - 2009年（平成21年）7月14日  | 大臣官房付                                      | 国土交通省政策統括官 |
| 大藤俊行     | 2009年（平成21年）7月14日 - 2010年（平成22年）7月30日  | 金融庁総務企画局総括審議官                      | 退官 オリックス生命保険社長 SBJ銀行社長 |
| 柴生田敦夫   | 2010年（平成22年）7月30日 -2012年（平成24年）8月17日   | 経済産業省貿易経済協力局長                      | 退官 富士石油社長 |
| 稲垣光隆     | 2012年（平成24年）8月17日 - 2013年（平成25年）4月2日   | 財務総合政策研究所長                            | 国税庁長官 |
| （石原一彦） | 2013年（平成25年）4月2日 - 2013年（平成25年）7月1日    | （大臣官房審議官が関税局長心得兼務）            | （大臣官房審議官が関税局長心得兼務） |
| 宮内豊       | 2013年（平成25年）7月1日 - 2015年（平成27年）7月7日    | 関東信越国税局長                                | 内閣審議官（内閣官房副長官補付） 内閣官房TPP政府対策本部国内調整官 |
| 佐川宣寿     | 2015年（平成27年）7月7日 - 2016年（平成28年）6月17日   | 国税庁次長                                      | 理財局長 |
| 梶川幹夫     | 2016年（平成28年）6月17日 - 2017年（平成29年）7月5日   | 国際通貨基金理事                                | 退官 東京海上日動火災保険顧問 NTTドコモ監査役 ドミー顧問 |
| 飯塚厚       | 2017年（平成29年）7月5日 - 2018年（平成30年）7月27日   | 国税庁次長                                      | 退官 損保ジャパン日本興亜総合研究所理事長 日本郵政上席副社長、日本郵政グループCOO |
| 中江元哉     | 2018年（平成29年）7月27日 - 2020年（令和2年）7月20日   | 内閣総理大臣事務担当秘書官                      | 退官 オリックス銀行副社長 |
| 田島淳志     | 2020年 (令和2年) 7月20日 - 2021年（令和3年）7月8日     | 国税庁次長                                      | 内閣官房TPP等政府対策本部国内調整官 |
| 阪田渉       | 2021年（令和3年）7月8日 - 2022年（令和4年）6月28日     | 財務総合政策研究所長                            | 国税庁長官 |
| 諏訪園健司   | 2022年（令和4年）6月28日 - 2023年（令和5年）7月4日     | 東京税関長                                      | 退官 |
| 江島一彦     | 2023年（令和5年）7月4日 - 2024年（令和6年）7月5日      | 財務総合政策研究所長                            | 内閣官房内閣審議官（内閣官房副長官補 兼税関研修所長付）兼内閣官房ＴＰＰ等政府対策本部国内調整統括官 |
| 高村泰夫     | 2024年（令和6年）7月5日 - 2025年（令和7年）7月1日      | 内閣官房内閣審議官（国家安全保障局）            | 内閣審議官（内閣官房副長官補付）兼内閣官房TPP等政府対策本部国内調整統括官兼内閣官房海外ビジネス投資支援室長兼内閣官房アジア・ゼロエミッション共同体（AZEC）推進室次長兼内閣官房米国の関税措置に関する総合対策本部事務局次長 |
| 寺岡光博     | 2025年（令和7年）7月1日 -                              | 大臣官房総括審議官                              | （現職） |

## その他
- 2010年（平成22年）の人事で初めて他省庁との局長級交換人事が行われたが、柴生田敦夫氏の１代のみで2012年（平成24年）の人事で終了した。
- 調査課は、税関における薬物など不正な密輸品の犯則調査についても担当しているが、調査課自体が犯則調査を行うわけではない[10]。犯則調査は、関税法で税関職員の権限とされており、関税局職員は、税関職員ではないためである。